# Jacek Tylicki

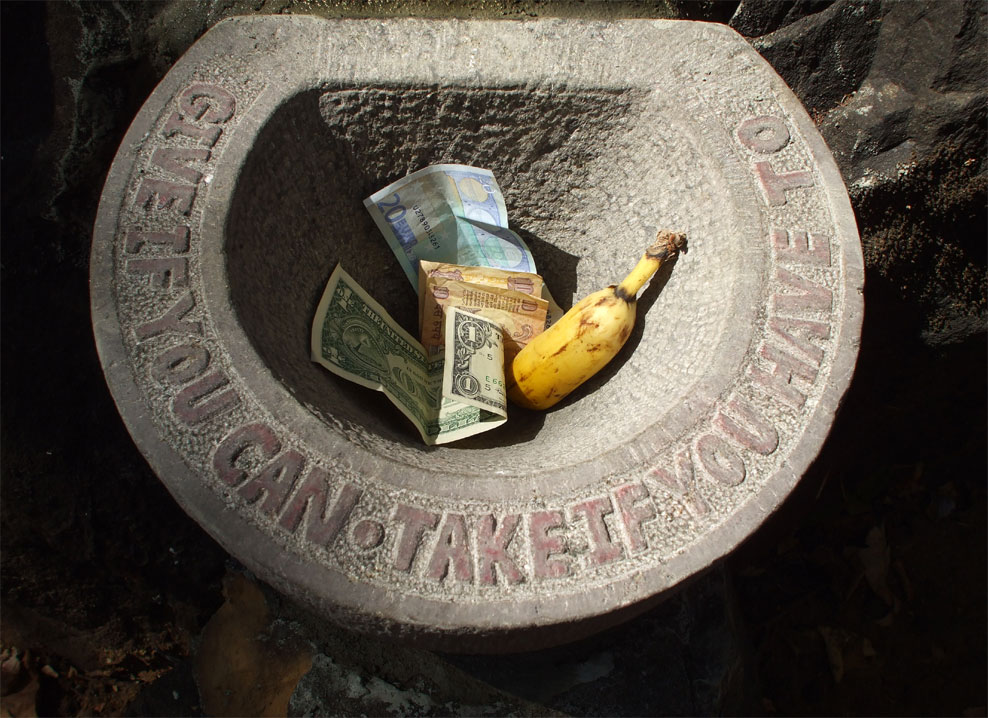
"Give If You Can - Take If You Have To", Palolem Island, Indien, 2008

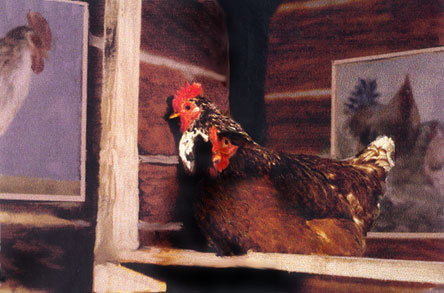
Installationen "Chicken Art", Now Gallery, New York City, 1987

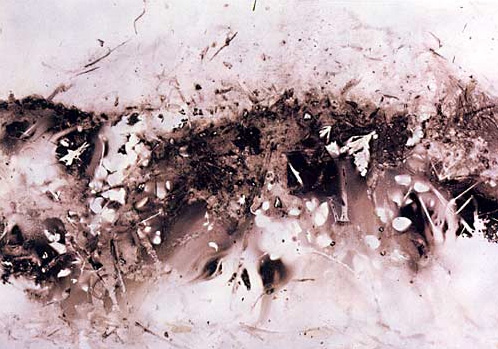
Natural Art, Nr. 183, skog i södra Sverige, 17/08-29/08 1976, 47,5 x 35.5 cm

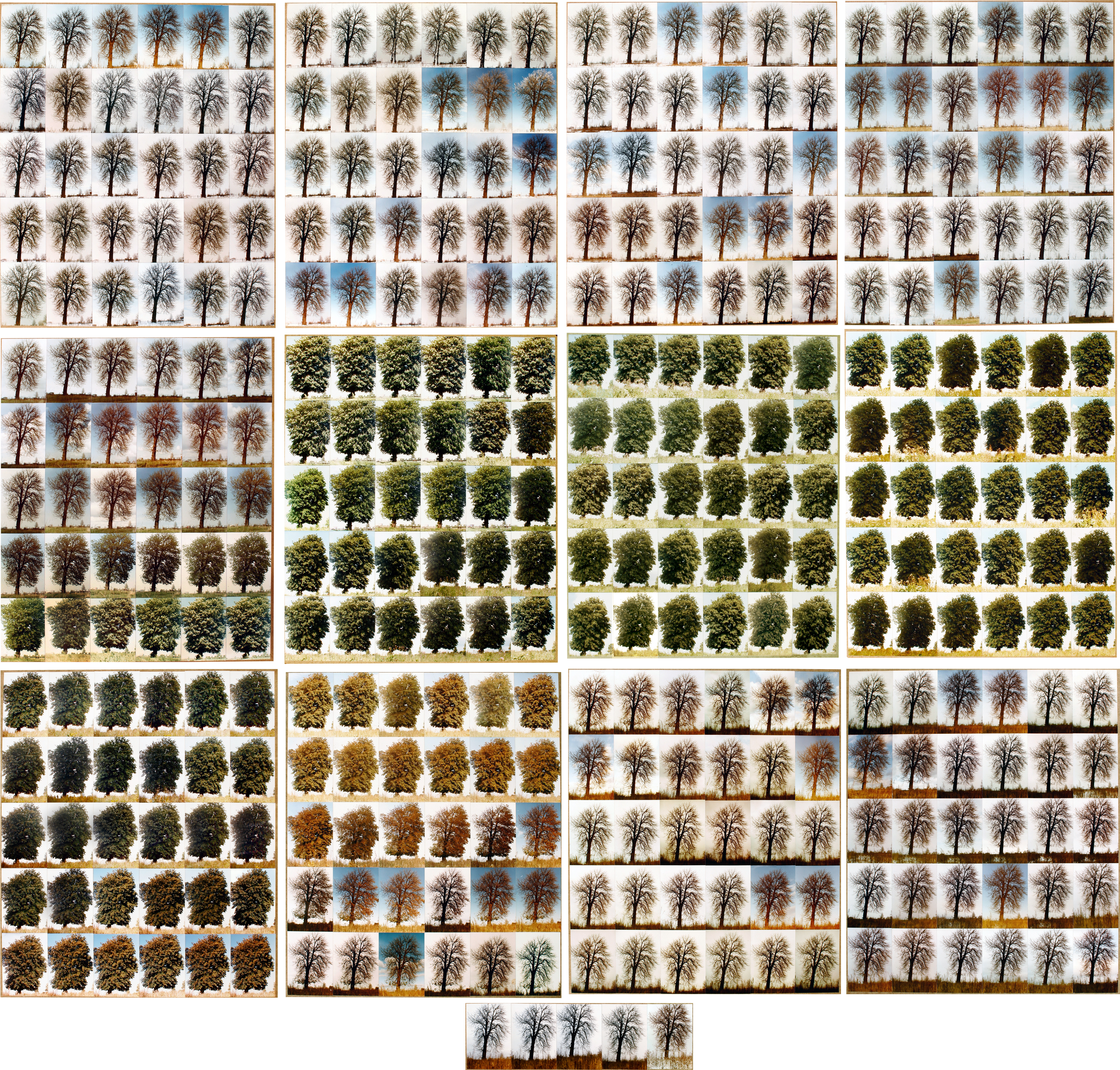
"365 dagar'", Ett fotografi per dag, Lund, Sverige, 1979

Jacek Tylicki, född 16 juni 1951 i Sopot i Polen, är en amerikansk multimediakonstnär. Han är en av föregångarna inom konceptkonst och jordkonst och grundare av Now Gallery i New York. Han bodde i Lund i Sverige från 1972 till 1979.
I det projekt som inleddes 1973 var Tylicki en av de första i världen som direkt (utan mänsklig inblandning), använt naturen som ett kreativt medium. Tylicki låter till exempel stora pappersark föras med strömmen i floder och naturens krafter får sedan fritt spelrum att påverka pappersarkens formation och placering. På detta sätt skapades under hans många resor en serie konstverk, som nu kallas Natural Art.

## Konstverk
Under åren 1974-90 sysslade Tylicki med idén om en anonym konstnär. År 1985 gjorde han installationen "Chicken Art" genom att konvertera ett New York-galleri till ett hönshus. En annan installation var "Free Art", där kända konstnärer gav sina konstverk till allmänheten utan kostnad.
Även fotografi spelar en viktig roll i Tylickis konstskapande.

## Separatutställningar
- Gallerie Porten, Lund, Lund, Sverige 1976
- BTJ Gallery, Lund, Sverige, 1979
- Galleri 38, Köpenhamn, Danmark, 1979
- Gallery Siena Gdansk, Gdansk, 1979
- Galerie St Petri, Lund, Sverige, 1979
- Galeria Akumulatory 2, Poznan, Polen 1979
- Galerie Sudurgata 7, Reykjavik, Island, 1979
- Galerie Kanal 2, Köpenhamn, Danmark, 1980
- Galeria BWA, Sopot, Polen, 1980
- Galerie Sudurgata 7, Reykjavik, Island, 1980
- Club 57, New York, USA, 1982
- Nu Gallery, New York, USA, 1985
- Fashion Moda Gallery, "Attack", New York, USA, 1986
- Nu Galleri "Fri konst", New York, USA, 1987
- U Gallery, New York, USA, 1995